# Gynostemma zhejiangense
Gynostemma zhejiangense är en gurkväxtart som beskrevs av X.J. Xue. Gynostemma zhejiangense ingår i släktet Gynostemma och familjen gurkväxter. Inga underarter finns listade i Catalogue of Life.